# しそう よい温泉
しそう よい温泉（しそう よいおんせん）は、兵庫県宍粟市山崎町与位にある温泉。弱アルカリ性のナトリウム-塩化物泉の冷鉱泉。日帰り入浴が可能。よい温泉観光株式会社が運営する一軒宿の温泉で、施設内に温泉スタンドなどを併設する。

## 概要

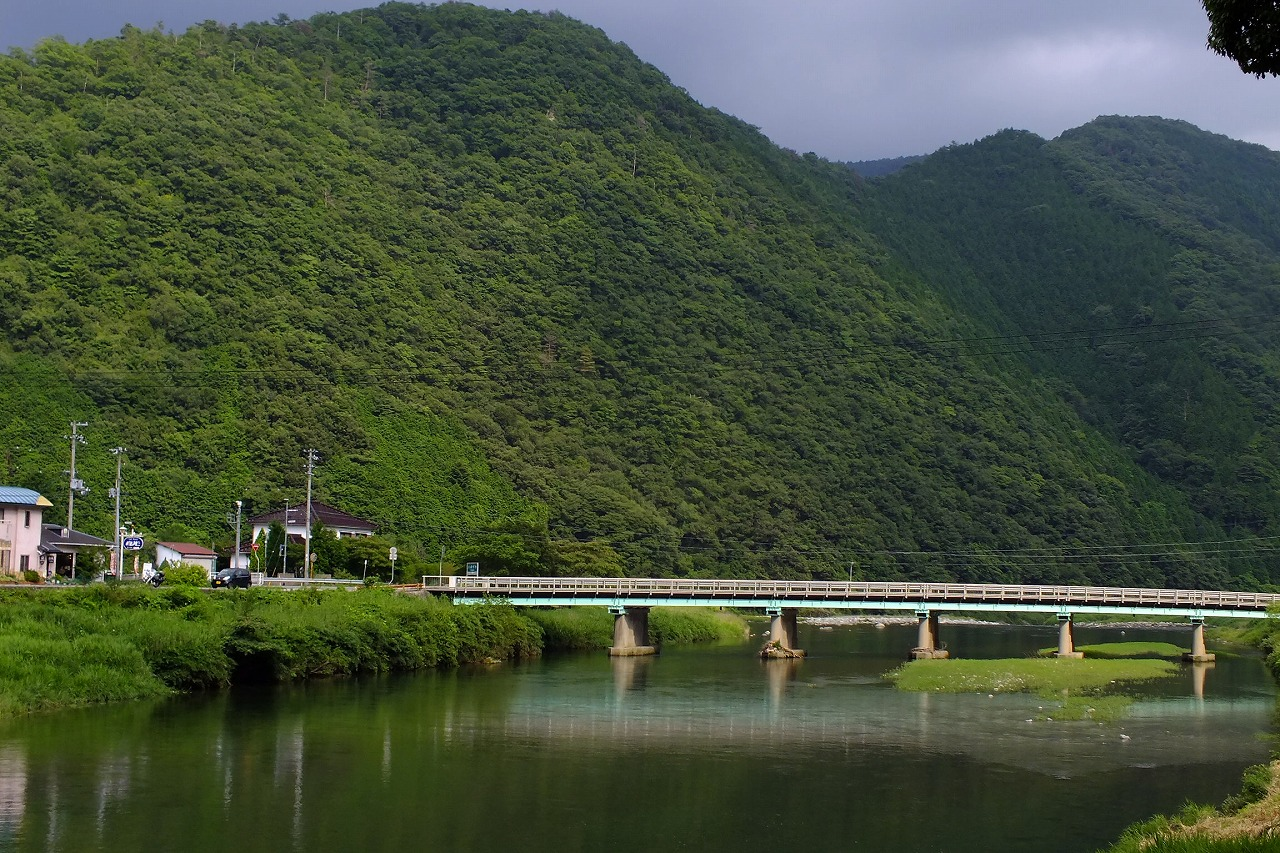
揖保川沿いの山麓に位置し、自然豊かな環境にある。

大阪、神戸、姫路から近い日帰り温泉で、揖保川近くの山麓の緑豊かな環境にある。比較的近年に採掘された温泉で、陽イオンである『ナトリウムイオン』『カルシウムイオン』ならびに陰イオンである『塩素イオン』『炭酸水素イオン』を多く含有する。また、低張性の特性を持つことから、繰り返し入浴することで、効果の高まりがあるとされる。
周辺は自然豊かな環境で、敷地内は四季の花や野鳥、クワガタムシをはじめとする多数の昆虫などが観察でき、ホウノキの花、白藤、ササユリなどが時期には見ることができる。夏には「カブトムシ採集体験」などのアクティビティも行われている。また、よい温泉では保護したササユリの自生株を山に戻す取り組みも行っている。ササユリは宍粟市の市花にもなっており、かつては市内に多く自生したものの気候の変化や外来種の増加、シカの捕食などで減少していた。
一帯が「下乢(しもほき)の奇岩」と呼ばれる、揖保川に面する奇勝与位の洞門がほど近い。明治36年頃に揖保川上流部へと抜けるための交通の難所であったため、村人らが約2年がかりで隧道を掘り、1922年（昭和元年）には荷車が通れるように拡張、さらに1968年（昭和43年）には大型自動車も通行可能な現状に改修工事が施された。

## 泉質

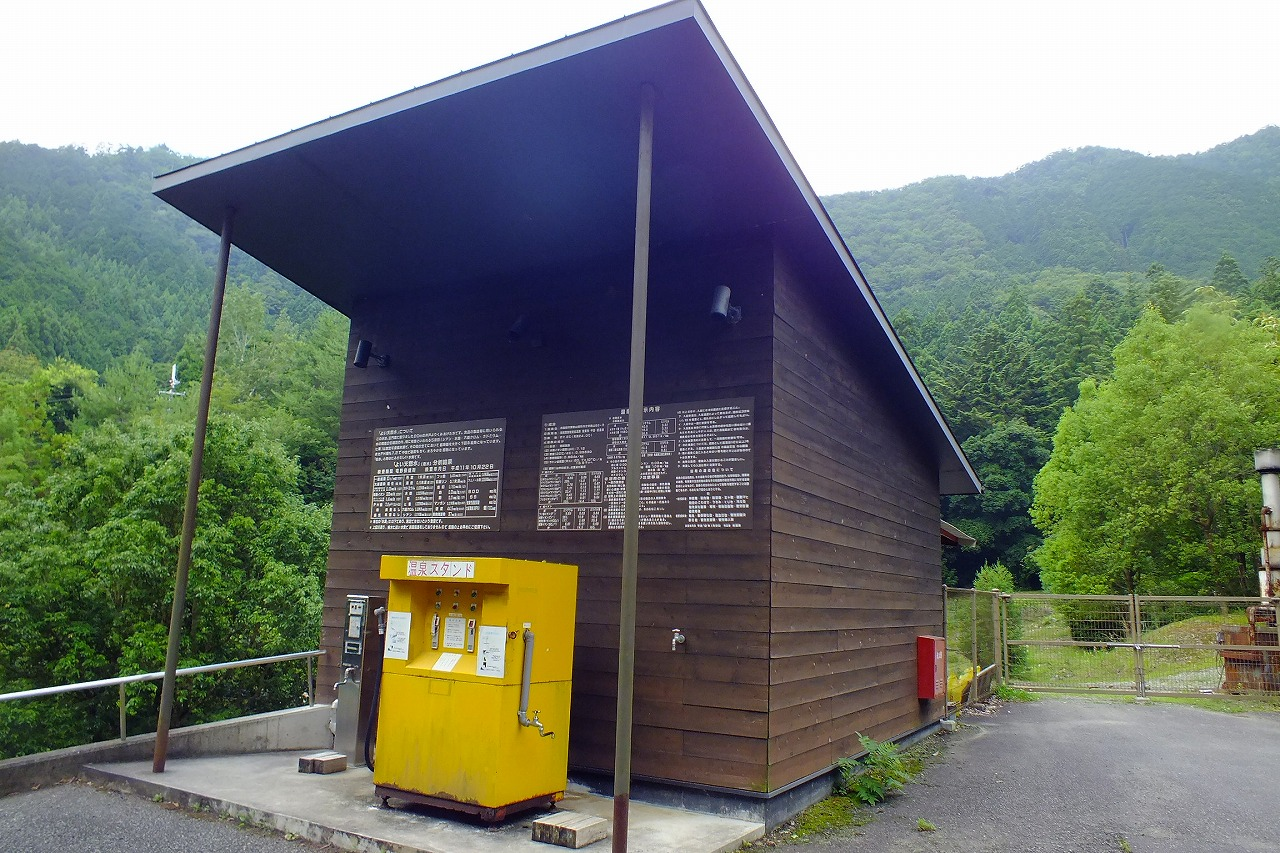
敷地内には温泉スタンドが併設されている。また、温泉の通信販売も行われる。

- ナトリウム-塩化物泉　低張性、弱アルカリ性、冷鉱泉。pH値8.0
- 湧出量	180ℓ/min。
- 泉温 21.0℃（気温26.2℃）。
  - 調査・試験 平成21年9月29日。(財)ひょうご環境創造協会による。

- 加熱・かけ流し[5]。

## 効能
神経痛、痛風、皮膚病、筋肉痛、関節痛、五十肩など。

## 温泉地

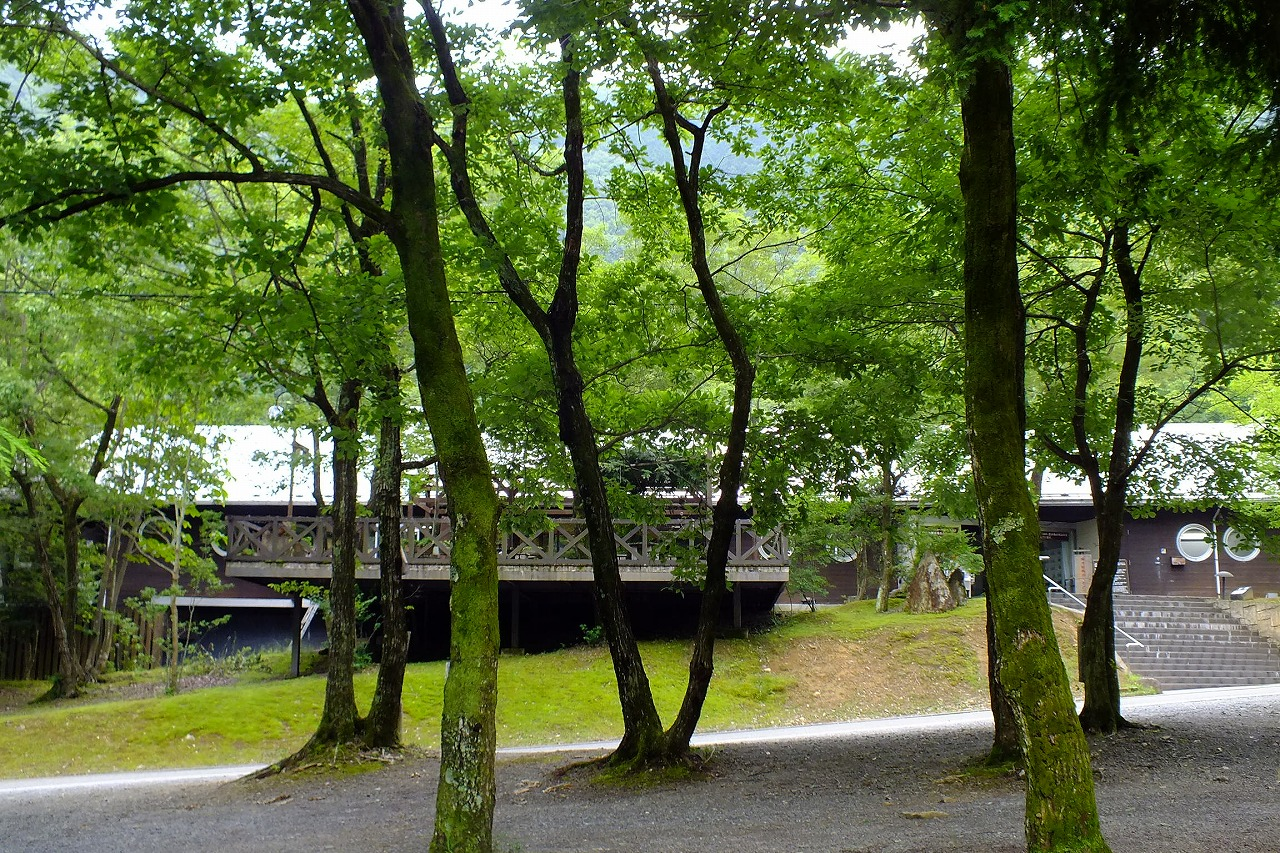
しそう よい温泉。木陰から見る本館。

兵庫県宍粟市山崎町与位字南山66-3の「しそう よい温泉」敷地内にある一軒宿の温泉で、温泉街は形成していない。敷地内には以下の施設が併設される。

### 施設
- 内湯

男湯、女湯に分かれ、それぞれ大浴場と泡風呂のバイブラ湯があり、男湯はベランダに設置される。
- こだちの湯（介護用浴槽）平成29年3月1日より休止。

- 露天風呂　平成29年3月1日より休止

- 温泉スタンド

- 喫茶コーナー　平成29年3月1日より休止

- 和室休憩所（無料）
- 有料休憩室
- 貸ログハウス　平成29年3月1日より貸出休止

おみやげ・特産品コーナー
- 入浴用天然温泉水通信販売

よい温泉の天然温泉水の通信販売も行っており、Web上で注文できる。

## 営業
- 内湯

11:00〜21:00(入館は20:30まで)
毎週火曜日は定休日
　  入浴料 800円（5歳-小学生500円、5歳未満無料）
- 露天風呂　平成29年3月1日より休止

## 所在地
兵庫県宍粟市山崎町与位66-3

## 交通アクセス
- 公共交通機関
  - ウエスト神姫（しーたんバス） 山崎より『戸倉・原・皆木』方面、あるいは『横山』方面行きバスで「田井バス停」下車。徒歩約20分。

## 周辺情報

### 観光地・史跡
- 与位の洞門
- 伊和神社

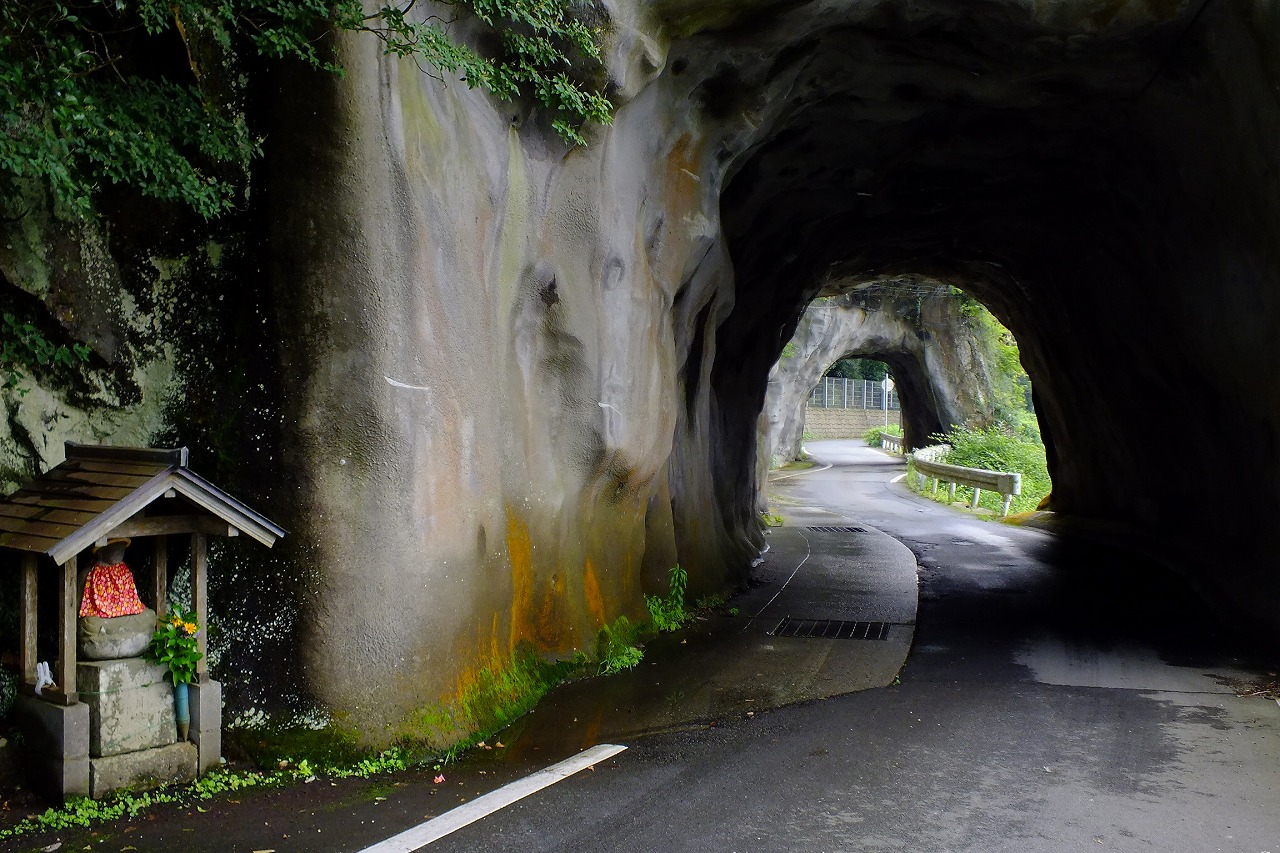
温泉のすぐ下流にある与位の洞門

- 長源寺 - 平安時代に征夷大将軍坂上田村麻呂の一子氏助公が、参拝者の繁栄と、揖保川流域の水の恵みを祈願し、観世音菩薩と弁財天を祭祀した[9]。
- 福知渓谷
- 県指定天然記念物「千年フジ」
- せせらぎ公園
- 十二ン波
- 長水城跡
- 播州山崎花菖蒲園

### 温泉
- 生谷温泉「伊沢の里」 - 同じ宍粟市山崎町の温泉。
- 一宮温泉「まほろばの湯」 - 宍粟市一宮町の温泉。
- 波賀温泉 - 宍粟市波賀町の温泉。
- 東山温泉 - 宍粟市波賀町の温泉。
- エーガイヤ温泉「エーガイヤちくさ」 - 宍粟市千種町の温泉。

### 道の駅
- 道の駅播磨いちのみや

## 参考サイト
- しそう観光協会公式サイト「しそうツーリズムガイド」